# Michael Andrews
Michael Andrews (San Diego, California; 17 de noviembre de 1967) es un músico y compositor de bandas sonoras estadounidense.

## Inicios
Michael Andrews creció en San Diego, California. En su juventud lideró diversos grupos musicales, entre los que se encontraban The Bel Aires y Humbletones. En 1985 creó The Origin junto a su amigo Gary Jules y a otros tres miembros. Con Andrews como principal compositor y vocalista, The Origin firmó un contrato con Virgin Records en 1989. En 1990 grabaron su primer disco, titulado también The Origin (aunque para entonces Jules había dejado el grupo), y a éste le siguió Bend en 1992. Ninguno de los álbumes tuvo demasiado éxito comercial, y ese mismo año el grupo se disolvió. En los años siguientes, Andrews formaría parte de los grupos Greyboy Allstars y Elgin Park, y produciría los dos primeros álbumes de Gary Jules: Greetings from the Side y Trading Snakeoil for Wolftickets. Andrews también ha producido, entre otros, el EP de Brendan Benson Metarie, el álbum de Metric Old World Underground, Where Are You Now? y  el álbum de Inara George All Rise. En 1999, la revista Rolling Stone le calificó como un artista prometedor.

## Bandas sonoras
Michael Andrews se introdujo en el mundo de las bandas sonoras después de que en 1997 se le pidiese a Greyboy Allstars poner música a la película de Jake Kasdan El efecto cero. Poco después trabajó en la serie de televisión de culto Freaks and Geeks, y en el año 2000 le llegó el encargo que le haría más popular: la banda sonora de Donnie Darko, debut cinematográfico del director Richard Kelly, y también considerada una obra de culto.
Pese a que Andrews se considera principalmente un guitarrista, para Donnie Darko tuvo que aprender a tocar el piano, ya que Kelly no quería sonido de guitarra en la película. De hecho, a causa del bajo presupuesto, tuvo que tocar él mismo todos los instrumentos: piano, melotrón, marimba, xilófono, ukulele, órgano, etc. Además, y al igual que varios de sus compositores de referencia (como John Barry o Ennio Morricone), Andrews quería añadir una canción a la música instrumental que había compuesto, y para ello escogió el tema de Tears for Fears «Mad World» (publicado en 1982). En esta nueva versión la voz corría a cargo de su amigo Gary Jules, mientras que Andrews tocaba el piano. El tema se vendió como sencillo y llegó a ser número uno en ventas en el Reino Unido durante la Navidad de 2003, entrando también en las listas de sencillos más vendidos en países como Irlanda, Dinamarca, Holanda y Australia. El álbum con la banda sonora completa vendió unas 100.000 copias. Las críticas calificaron la música compuesta por Andrews con adjetivos como «inquietante», «espeluznante» o «evocadora», y afirmaron que se ajustaba bien a la atmósfera de la película.
Desde entonces ha seguido realizando bandas sonoras para otras películas, destacándose sus dos colaboraciones con el director Vincenzo Natali en Cypher y Nothing.

## Discografía

### Bandas sonoras (para el cine)
- El efecto cero (1998)
- Out Cold (2001)
- Donnie Darko (2001)
- Cypher (2002)
- Orange County (película) (2002)
- Nothing (2003)
- My Suicidal Sweetheart (2004)
- Me and You and Everyone We Know (2005)
- Walk Hard: The Dewey Cox Story (2007)
- Bad Teacher (2011)
- The Heat (2013)
- Jefa por accidente (2018)
- Quizás para siempre (2019)

### Bandas sonoras (para televisión)
- Freaks and Geeks (1999-2000)
- Undeclared (2001-2002)
- Wonderfalls (2004)
- Desire - Ford Mondeo (2007)

### En solitario
- Hand on String (2006)